# Comuna Ciocănești, Dâmbovița
Ciocănești este o comună în județul Dâmbovița, Muntenia, România, formată din satele Ciocănești (reședința), Crețu, Decindea, Urziceanca și Vizurești.
La sfârșitul secolului al XIX-lea, comuna Ciocănești făcea parte din plasa Snagov a județului Ilfov și era formată din satele Aleși-Ciocănești, Ciocănești, Crețu și Urziceanca, cu o populație totală de 2036 de locuitori ce trăiau în 435 de case. În comună funcționau o moară cu aburi, două mașini de treierat cu aburi, 3 biserici și o școală mixtă. Satul Vizurești era pe atunci reședința comunei eponime, formate din el și din satele Priseaca și Ghimpați, comună aflată în plasa Ialomița a județului Dâmbovița și având 1297 de locuitori. Aici funcționau o moară cu apă și două biserici.
În 1925, cele două comune erau în continuare separate și aflate în două județe diferite. Comuna Vizurești era în plasa Ghergani a județului Dâmbovița, având în componență satele Ghimpați și Vizurești, cu 1390 de locuitori. Comuna Ciocănești era în plasa Buftea-Bucoveni din județul Ilfov și avea în compunere aceleași sate, plus satul Cocani, și o populație totală de 3450 de locuitori.
În 1950, cele două comune au fost incluse în raionul Răcari din regiunea București. La un moment dat, comuna Vizurești s-a desființat, iar satul ei de reședință a fost inclus în comuna Ciocănești. În 1968, comuna Ciocănești a revenit la județul Ilfov, reînființat. În 1981, în urma unei reorganizări administrative regionale, comuna Ciocănești a fost transferată județului Dâmbovița.

## Demografie
Componența etnică a comunei Ciocănești
     Români (86,85%)
     Romi (1,49%)
     Alte etnii (0,06%)
     Necunoscută (11,6%)
Componența confesională a comunei Ciocănești
     Ortodocși (86,72%)
     Penticostali (1%)
     Alte religii (0,36%)
     Necunoscută (11,92%)
Conform recensământului efectuat în 2021, populația comunei Ciocănești se ridică la 5.286 de locuitori, în scădere față de recensământul anterior din 2011, când fuseseră înregistrați 5.571 de locuitori. Majoritatea locuitorilor sunt români (86,85%), cu o minoritate de romi (1,49%), iar pentru 11,6% nu se cunoaște apartenența etnică. Din punct de vedere confesional, majoritatea locuitorilor sunt ortodocși (86,72%), cu o minoritate de penticostali (1%), iar pentru 11,92% nu se cunoaște apartenența confesională.

## Politică și administrație
Comuna Ciocănești este administrată de un primar și un consiliu local compus din 15 consilieri. Primarul, Ion-Ciprian Nilă[*], de la Partidul Social Democrat, este în funcție din octombrie 2020. Începând cu alegerile locale din 2024, consiliul local are următoarea componență pe partide politice:
|  | Partid                          | Consilieri | Componența Consiliului | Componența Consiliului | Componența Consiliului | Componența Consiliului | Componența Consiliului | Componența Consiliului | Componența Consiliului | Componența Consiliului | Componența Consiliului | Componența Consiliului | Componența Consiliului |
|  | ------------------------------- | ---------- | ---------------------- | ---------------------- | ---------------------- | ---------------------- | ---------------------- | ---------------------- | ---------------------- | ---------------------- | ---------------------- | ---------------------- | ---------------------- |
|  | Partidul Social Democrat        | 11         |                        |                        |                        |                        |                        |                        |                        |                        |                        |                        |                        |
|  | Alianța pentru Unirea Românilor | 4          |                        |                        |                        |                        |                        |                        |                        |                        |                        |                        |                        |